# Kingcallero del Amor
Kingcallero del Amor es el primer álbum como solista del cantante / compositor Gustavo Laureano, vocalista de La Secta AllStar. Fue lanzado el 27 de marzo de 2007 por Universal Latino. La mayor parte de la música del álbum fue grabada por el propio Laureano. El primer sencillo del álbum fue «Enamorado», producido por Marteen y Laureano. Contiene colaboraciones con artistas urbanos como Gocho y Eddie Dee.
El álbum estuvo nominado como en los Premios Billboard de la música latina del año 2008 como Álbum Pop del Año, Nueva Generación. También debutó en la posición 187 de la lista Billboard 200, y debutó en la posición 9 en la lista Top Latin Albums en julio de 2007.

## Lista de canciones
Todas las canciones fueron escritas por Laureano y Marteen, a menos que se indique lo contrario.
1. "Intro" (Afont, Laureano) - 0:29
2. "La Novela" (Afont, Laureano) - 5:54
3. "Si Me Hablaras" (Laureano, Restrepo) - 5:31
4. "Enamorado" - 4:18
5. "Es Así" (Gocho, Laureano, Marteen, Santana) - 3:46
6. "Intro" (Figueroa, Illisastigui, Laureano) - 0:15
7. "Kingcallero" (Figueroa, Illisastigui, Laureano) - 4:06
8. "Nadie Te Va a Salvar" - 2:59
9. "Suavecito" (Ávila, Laureano, Marteen) - 4:36
10. "Puede Más" - 5:15
11. "Intro" (Laureano) - 0:19
12. "Amantes del Amor" (Laureano) - 5:17
13. "Porque a Veces Sí" - 4:18
14. "Intro" - 0:11
15. "Star Shine" - 4:40
16. "Suavecito" (Ávila, Laureano, Marteen) - 4:40